# Lua (divinità)
Lua, anche Lua Mater o Lua Saturni, era una dea della mitologia romana. Come riportato da Tito Livio, a lei erano consacrate le armi dei nemici sconfitti.

## Etimologia e origine degli appellativi
Il nome Lua origina dalla stessa radice del verbo latino luo, "sciogliere", e del nome lues, "materiale in decomposizione, materiale in liquefazione", da cui anche "peste", "epidemia", "calamità".
Il suo nome si è formato in maniera analoga a come si sono formati quelli della dea Panda, in rapporto al verbo pando, o della dea Anna Perenna, in rapporto alla locuzione verbale annare perennareque.
L'appellativo Lua Saturni la denota come consorte del dio Saturno.
Lua è chiamata Mater nei due passaggi di Tito Livio che la citano, cosa che implica una relazione di fiducia nella dea.

## Descrizione
A Lua, come a Marte e a Bellona, si dedicavano parte delle spoglie dei nemici che venivano bruciate come sacrificio alla dea, come espiazione per il sangue versato in battaglia.
Si conosce un solo rituale legato alla dea, grazie ai due passaggi di Tito Livio.
In entrambi i casi, si tratta della consacrazione alla dea delle armi dei nemici vinti.
La prima volta, il console Gaio Plauzio dichiarò che dedicava alla Lua Mater le armi abbandonate dagli Antiates. La seconda volta, dopo la vittoria di Paolo Emilio sul re di Macedonia Perseo nella battaglia di Pidna (168 a.C.), le armi delle truppe macedoni furono accatastate in un grande mucchio e il generale romano le bruciò dopo aver invocato, tra gli altri dei, la Lua Mater.
Non vi sono tracce di eventuali santuari dedicati a Lua, né si conoscono festività del calendario a lei dedicate.

## Interpretazione
H. J. Rose pone Lua in relazione alle sementi (a causa del suo rapporto con Saturno e l'etimologia tradizionale del nome di questo dio) e al fuoco (per il secondo dei due passaggi di Tito Livio).
Georges Dumézil dimostra che questi confronti sono artificiali. Pensa che Lua dovesse essere posta in relazione con il significato principale del verbo luere (cfr. il greco λύειν), verbo ripreso nel periodo classico dal verbo composto solvere: si tratta dell'idea di "disunire e dislocare ciò che è stato composto ..., sciogliere un materiale solido".
Il pensiero arcaico italico e romano si appoggia sulla concezione di un "ordine acquisito tramite la disposizione armonica delle parti"; Lua governa l'operazione che ha sconfitto (luere, solvere) questa disposizione.
Nel solo rituale che conosciamo, Lua Mater svolge il ruolo benefico (cosa che le valse l'epiteto di Mater) di rendere efficace la distruzione delle armi nemiche; poteva essere così che, per effetto di una sorta di magia "simpatica", che tale azione potesse estendersi alle armi ancora in possesso del nemico.
In seguito, Dumézil accosta a Lua la dea vedica Nirṛti, che personalizza il medesimo concetto di annientamento e di distruzione.
Questa dea è conosciuta in maniera più approfondita di Lua e consente di specificare il contorno di questa entità divina.
Il processo di annientamento può essere positivo o negativo a seconda della natura dell'essere o dell'oggetto stesso.
Nel caso di Lua Mater, conosciamo solo l'aspetto positivo e benefico (distruzione delle armi nemiche); ma Nirriti appare sotto entrambi gli aspetti, positivo e negativo, e il lato minaccioso è ben attestato da due rituali che possiedono la funzione di rimuovere il potenziale pericolo ch'ella potrebbe rappresentare.
Dumézil conclude che, giacché "a Roma come in India, e per effetto della loro comune origine indoeuropea, l'importanza della nozione di ordine, di adattamento nella funzione di Lua e Nirriti, non è altro che l'opposto e il contrappeso", è probabile che queste due divinità prolunghino una concezione indoeuropea.
Salomon Reinach osserva che tra le divinità in onore delle quali, secondo Tito Livio, Paolo Emilio aveva distrutto le armi catturate al nemico, solamente Lua non fu ellenizzata.
Secondo lui, "dedicare a Lua, significa distruggere, nient'altro".